# مسئله حجاب
مسئله حجاب نام کتابی به قلم مرتضی مطهری است . ابتدا نشان می‏‌دهد که مسئله حجاب فقط از ویژگی‏‌های اسلام نیست و میان ملت‏‌های دیگر نیز وجود داشته‌است و سپس در صدد پاسخ به اشکالات مخالفین حجاب و تبیین حدود حجاب برمی‌آید.

## ساختار
مطهری این کتاب را در یک مقدمه و پنج بخش تألیف کرده‌است. آن بخش‌ها عبارت‌اند از:
- بخش اول: عدم اختصاص حجاب به دین اسلام
- بخش دوم: پاسخ به شبهات مخالفین حجاب
- بخش سوم: تبیین حدود و فلسفه حجاب
- بخش چهارم: پاسخ به اشکالاتی که بر اصل حجاب گرفته شده
- بخش پنجم: بررسی، تجزیه و تحلیل حجاب با توجه به آیات و روایات[نیازمند منبع]

## مقدمه
مرتضی مطهری در بخشی از مقدمه این کتاب چنین می‌آورد:
ریشه بیشتر انحرافات دینی و اخلاقی نسل جوان را در لابلای افکار و عقاید آنان باید جستجو کرد. فکر این نسل از نظر مذهبی آنچنانکه باید راهنمائی نشده‌است و از این نظر فوق‌العاده نیازمند است. اگر مشکلی در رهنمائی این نسل باشد بیشتر در فهمیدن زبان و منطق او و روبرو شدن با او با منطق و زبان خودش است؛ و در اینوقت است که هر کسی احساس می‌کند این نسل، برخلاف آنچه ابتدا به نظر می‌رسد، لجوج نیست، آمادگی زیادی برای دریافت حقایق دینی دارد. هدف نویسنده و همچنین هدف گروه روشنفکر و متدین انجمن اسلامی پزشکان از طرح و بحث و نشر مسئله حجاب اینست که احساس شد گذشته از انحرافات عملی فراوانی که در زمینه حجاب به وجود آمده این مسئله و سایر مسائل مربوط به زن وسیله‌ای شده در دست یک عده افراد ناپاک و مزدور صفت که از این پایگاه علیه دین مقدس اسلام جار و جنجال تبلیغاتی راه بیندازند.

## تجدید چاپ
کتاب مسئله حجاب در سال ۱۳۹۸ توسط انتشارات صدرا برای نوبت صد و بیست و یکم منتشر شده‌است.